# Teleutospore

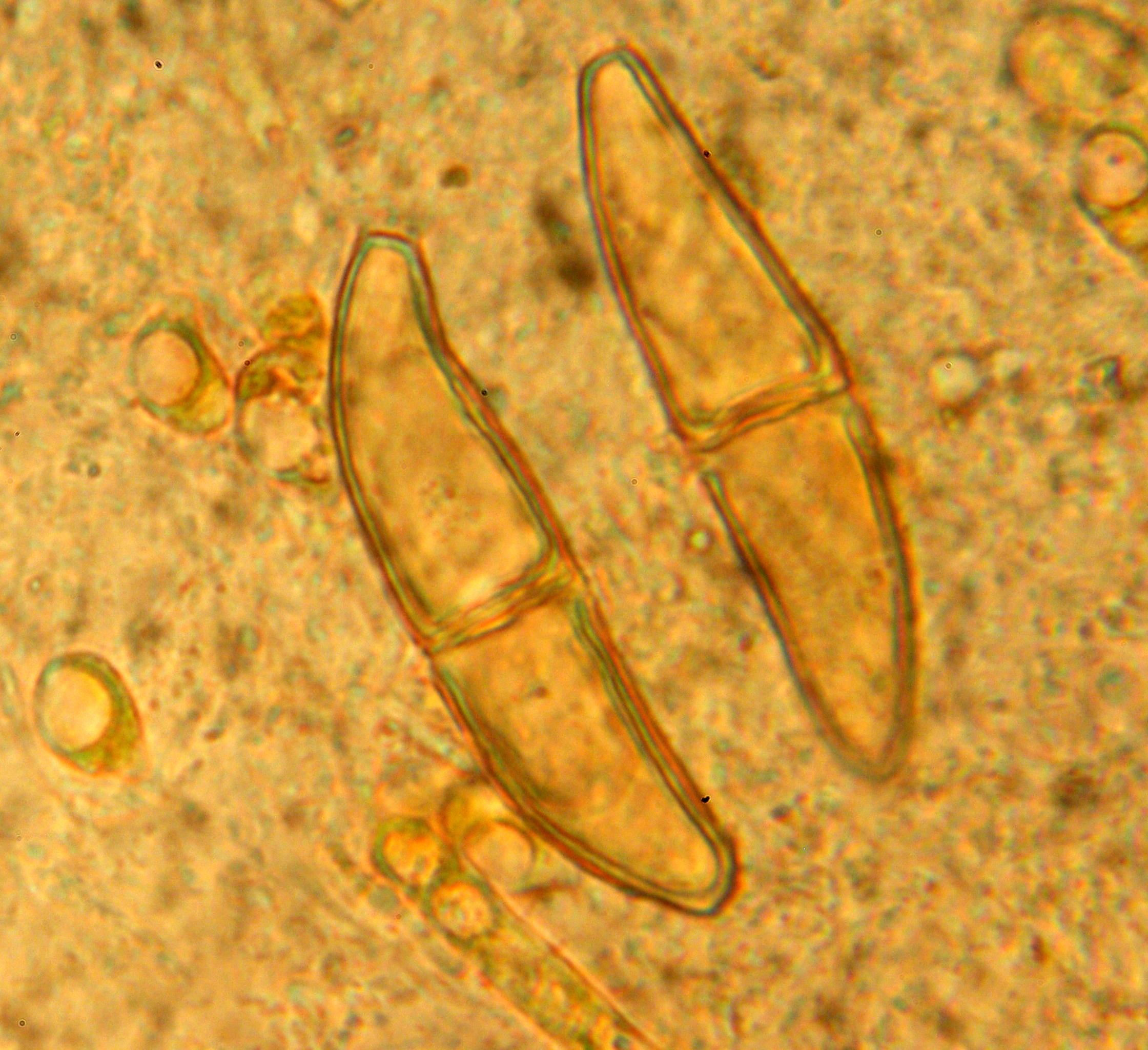
Zweizellige Teleutosporen von Gymnosporangium clavariforme

Bei den Teleutosporen (auch als Teliosporen bezeichnet) handelt es sich um eine Sporenform der Rostpilze und der Brandpilze, die diesen zur Überwinterung dient. Teleutosporen entstehen gegen Herbst, meistens in den Uredosporenlagern der Rostpilze oder in den befallenen Pflanzenteilen der Brandpilze. Das Pilzmycel ist bis zur Bildung der Teleutosporen mit zwei haploiden Kernen ausgestattet (dikaryont). In den Teleutosporen kommt es dann zur Kernverschmelzung (Karyogamie). Teleutosporen haben eine dicke Zellwand mit Keimporus, die vor Kälte und Austrocknung im Winter schützt. Bei den Rostpilzen bestehen sie meistens aus zwei Zellen (= Probasidien), wie z. B. beim Getreideschwarzrost Puccinia graminis. Sie können aber auch einzellig (z. B. Uromyces spec.) oder vielzellig (z. B. Phragmidium spec.) sein. Außerdem haben sie einen kurzen Stiel, an dem sie abbrechen, wenn sie vollständig entwickelt sind, und dann vom Wind verbreitet werden.
Im Frühjahr keimt dann jede der Sporenzellen unter Meiose aus, und es entstehen je zwei haploide Basidien an denen dann die Basidiosporen gebildet werden.